# Sociologia dell'alimentazione
La sociologia dell'alimentazione è un settore della disciplina sociologica che si occupa delle dimensioni sociali legate alla produzione e consumo di cibo e di bevande.

## Le origini
Seppure già Émile Durkheim, come pure altri sociologi classici Georg Simmel, Friedrich Engels, Norbert Elias hanno dedicato ampie pagine all'importanza dei rituali del cibo all'interno del mondo sociale, è solo verso gli anni settanta che il settore dell'alimentazione si configura come un ambito interessante per lo studio della società. Oggi la sociologia dell'alimentazione si configura come disciplina autonoma sia nel mondo anglosassone che nella scuola francese di sociologia Alain Poulain. 
In Italia, accanto a vari studi di settore quali il rischio o i consumi alimentari, in campo sociologico da qualche anno si segnalano le prime ricerche sul tema alimentazione e società proposte dal sociologo Lucio Meglio, che ha presentato una nuova chiave di lettura di questo rapporto che considera l'alimentazione come un fenomeno alquanto sfaccettato e composto al suo interno di un insieme di aree funzionali che rendono il cibo un vero e proprio "fatto sociale", estremamente ricco e corrispondente ad una forma plastica di rappresentazione collettiva. Su queste premesse lo studioso costruisce un suggestivo itinerario che esplora il mondo del cibo nei suoi aspetti sociali e culturali, mettendone in risalto da un lato le complesse relazioni con le emozioni individuali e simboliche, dall'altro le caratteristiche di bene di consumo e di elemento economico ed identitario.
Riferimenti bibliografici:
Meglio Lucio, (2012), Sociologia del cibo e dell'alimentazione, Angeli, Milano;
Meglio Lucio, A new representation for sociology of food and nutrition Journal of Nutritional Ecology and Food Research
Vol. 1, 1–8, 2012.

## Gli sviluppi
Sono soprattutto antropologi come Mary Douglas, o figure importanti, ma particolari della sociologia, come Pierre Bourdieu, a focalizzare negli anni settanta l'atto del mangiare come uno degli ambiti privilegiati per l'espressione dell'identità delle persone e l'affermazione delle distinzioni di classe. Particolare attenzione alla tematica del cibo è stata proposta anche dall'antropologo Lévi-Strauss, il quale confrontando usanze e comportamenti della nostra cultura con quelli provenienti da culture lontane nello spazio e nel tempo, cerca una matrice originaria comune dei principi strutturali universali. Il modo di stare a tavola e la cottura dei cibi, che apparentemente possono sembrare casuali, in realtà rappresentano un mezzo di espressione delle strutture mentali di una società. 
È nella cucina che si comprendono gli elementi costitutivi propri di una cultura; è sempre la cucina a rivelarci le strutture fondamentali del pensiero umano. I primi due lavori che hanno indagato il tema dell'analisi delle abitudini alimentari sono Il crudo e il cotto [1964] e Le buone maniere a tavola [1968], dove viene sviluppato il tema della presenza nelle culture delle categorie universali del crudo, del cotto e del putrido. La scuola francese di sociologia, nel novecento, ha prodotto i primi studi sul rapporto cibo-società nelle sue molteplici rappresentazioni. Un primo contributo ci giunge da Claude Fischler il quale con la sua opera dal suggestivo titolo L'onnivoro [1990] inaugura i moderni studi di sociologia dell'alimentazione. Sempre in Francia uno dei contributi più originali ed attuali della nascente sociologia dell'alimentazione europea, ci perviene dal sociologo e antropologo dell'Università di Toulose Jean-Pierre Poulain. Il suo lavoro, dall'eloquente titolo Sociologies de l'alimentation. Les mangeurs et l'espace social alimentaire [2002] si presenta come un vero e proprio manuale di sociologia del cibo e dell'alimentazione.
Riferimenti bibliografici:
Bourdieu P. (1983), La distinzione. Critica sociale del gusto, Il Mulino, Bologna.
Douglas M. (1999), Questioni di gusto, Il Mulino, Bologna.
Elias N. (1982), La civiltà delle buone maniere, Il Mulino, Bologna.
Engels F. (2011), La condizione della classe operaia in Inghilterra, Lotta Comunista, Roma.
Fiscler C. (1992), L'onnivoro. Il piacere di mangiare nella storia e nella scienza, Mondadori, Milano.
Lévi-Strauss C. (1966), Il crudo e il cotto, Il Saggiatore, Milano.
Poulain J.P. (2008), Alimentazione, cultura e società, Il Mulino, Bologna.
Simmel G. (2006), Sociologia del pasto, in Estetica e sociologia, Armando, Roma.